# Stazione di Tottenham Sud
La stazione di South Tottenham è una stazione ferroviaria della linea Gospel Oak-Barking situata nel quartiere di South Tottenham, facente parte del borgo londinese di Haringey.

## Storia
La stazione fu aperta come South Tottenham and Stamford Hill il 1º maggio 1871, sulla Tottenham and Hampstead Junction Railway. Fu rinominata South Tottenham nel 1949.

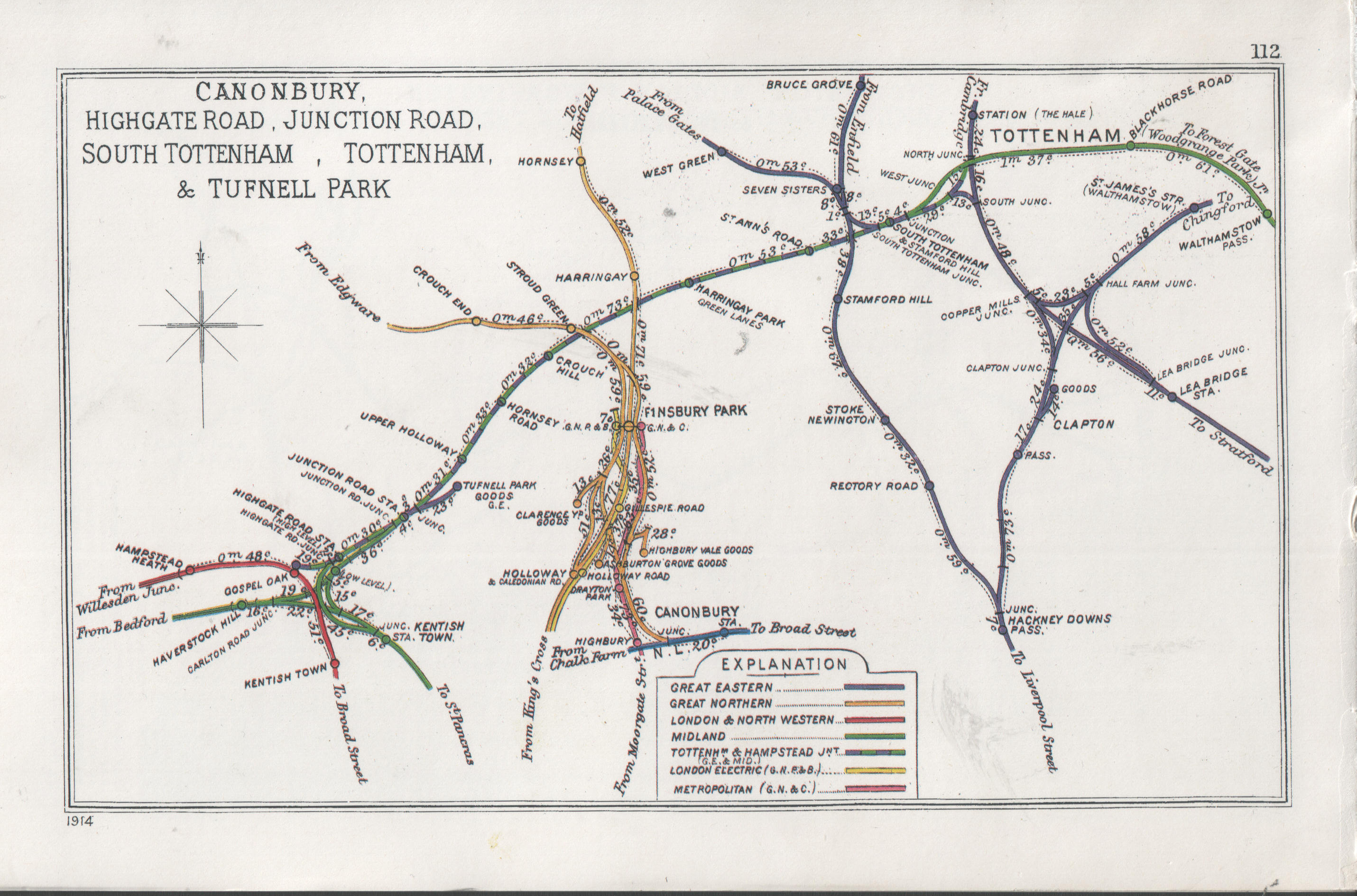
Mappa del 1914 che mostra il percorso della "Tottenhm & Hampstead Jnt. (G.E. and Mid.)"

La T&HJR andava da Tottenham Hale a nord-est alla stazione di Highgate Road a ovest (chiusa nel 1915), prolungata in seguito fino a Kentish Town nel 1870 e su una diramazione fino a Gospel Oak nel 1888. Nel 1894 fu aperta una nuova ferrovia, la Tottenham and Forest Gate Railway, che andava da South Tottenham fino a Wanstead Park (in seguito prolungata fino a Woodgrange Park). Nel tempo le due linee furono amalgamate e il percorso principale si stabilizzò sulla tratta da Kentish Town a Barking.
Esisteva un interscambio con la linea ferroviaria tra Palace Gates e North Woolwich alla stazione di South Tottenham, ma quel servizio terminò nel 1963. Il deposito merci fu chiuso il 4 luglio 1966.
Entrambe le piattaforme con il tempo sono state soggette a cedimenti; negli anni novanta la piattaforma in direzione ovest fu accorciata all'estremità orientale ed allungata a quella occidentale per compensare, mentre la piattaforma in direzione est fu completamente demolita e ricostruita. Con scarsa preveggenza, la ricostruzione fu eseguita tenendo conto solo di treni a due carrozze, con la necessità di ulteriori lavori di ampliamento per ospitare i convogli elettrici, più lunghi.
South Tottenham è passata sotto il controllo della London Overground, insieme al resto della ferrovia Gospel Oak-Barking, nel novembre 2007.
Dal 6 giugno al 23 settembre 2016 la linea è rimasta chiusa nel tratto a est di South Tottenham per i lavori di elettrificazione. Dal 24 settembre 2016 al 27 febbraio 2017 la linea ha chiuso completamente. È stato fornito un servizio temporaneo di autobus sostitutivi per la durata dei lavori.

## Strutture e impianti

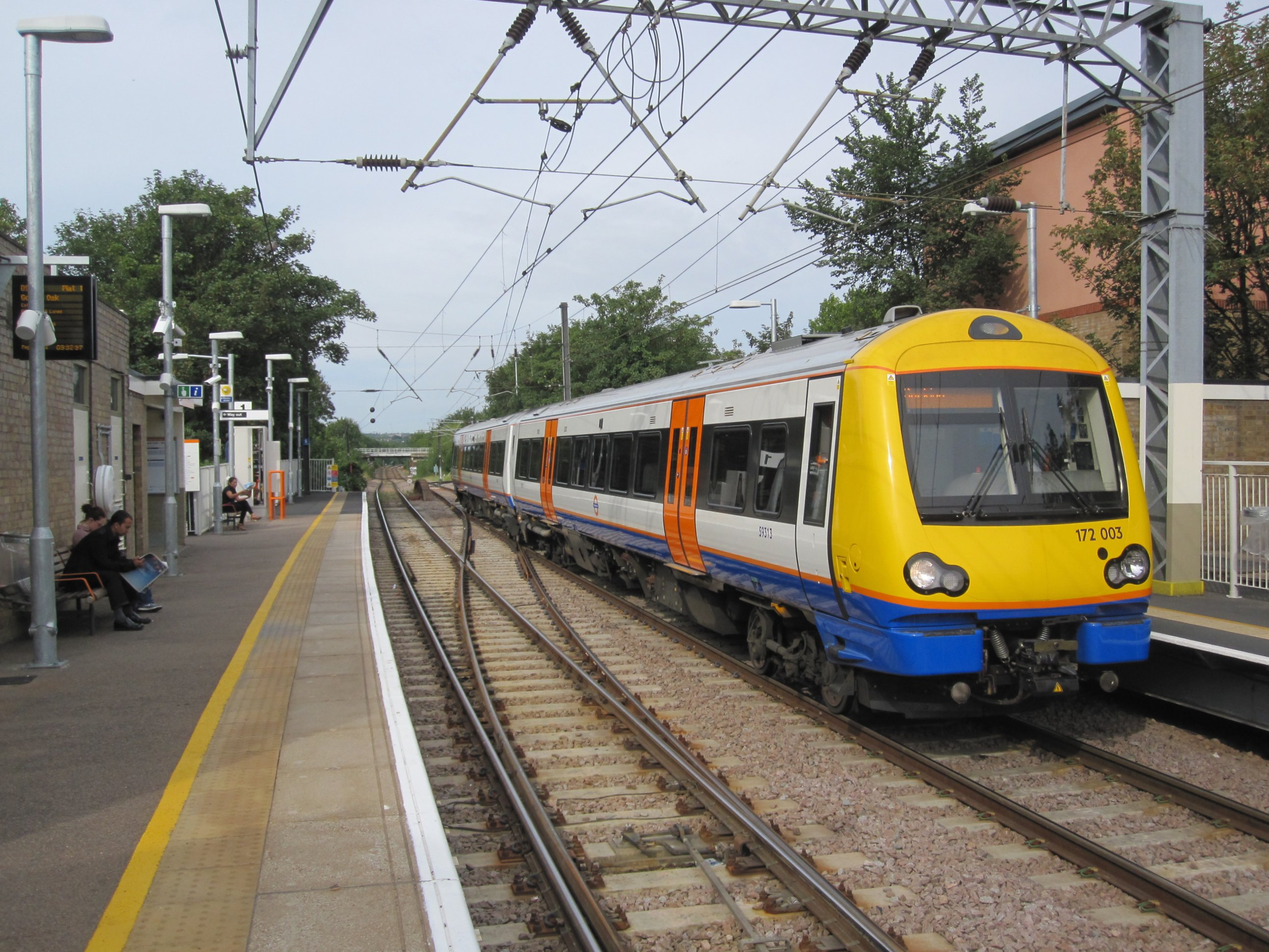
Treno alla stazione di South Tottenham

La stazione ha due piattaforme, una per i treni in direzione ovest verso Gospel Oak e una per i treni in direzione est verso Barking. La stazione non ha una biglietteria, ma solo macchine emettitrici automatiche. Ci sono tettoie in mattoni su ciascuna piattaforma. La stazione dispone di personale in servizio durante le ore di funzionamento e di un parcheggio coperto per biciclette. Le piattaforme sono raggiungibili sia per mezzo di scale sia grazie a due ascensori e sono quindi accessibili a passeggeri con disabilità.
Poco a ovest della stazione esiste una diramazione a binario singolo che collega la linea con la stazione di Seven Sisters. A est della stazione c'è una diramazione a doppio binario che curva verso sud per collegarsi alla sezione più orientale delle linee della valle del Lea. Questa era in origine la linea principale, dato che il collegamento con la Tottenham and Forest Gate Railway verso Blackhorse Road (oggi il percorso della linea ferroviaria Gospel Oak-Barking) fu aggiunto in un secondo momento.
South Tottenham è situata nella Travelcard Zone 3.

## Movimento
La stazione è servita dalla linea Suffragette della London Overground, erogato da Arriva Rail London per conto di Transport for London.

## Interscambi
È permesso l'interscambio con la stazione di Seven Sisters della linea Victoria e la stazione ferroviaria sulle ferrovie della valle del Lea. La distanza fra le due stazioni è di circa 400 metri a piedi. Tale opzione è peraltro pochissimo funzionale per un viaggiatore, che ha invece a disposizione la stazione comune di Blackhorse Road, e infatti non viene segnalata negli schemi della linea sui treni. Questo collegamento esterno sarà trasformato in una stazione comune di interscambio con l'apertura del progettato percorso Crossrail 2.
Nelle vicinanze della stazione effettuano fermata numerose linee urbane automobilistiche, gestite da London Buses.
- Stazione ferroviaria (Seven Sisters, London Overground e linee nazionali)
- Stazione metropolitana (Seven Sisters, linea Victoria)
- Fermata autobus